# Theorie der Verfügungsrechte
Die Theorie der Verfügungsrechte (auch Verfügungsrechtstheorie, engl. property rights theory) als ein Teilgebiet der Neuen Institutionenökonomik untersucht Handlungs- und Verfügungsrechte (Eigentumsrechte, property rights) an Gütern. 

## Grundlagen

### Verfügungsrechte
Die Theorie der Verfügungsrechte unterscheidet folgende Verfügungsrechte (Beispiele für ein Auto):
1. usus: das Recht, eine Sache zu gebrauchen und den Rest der Welt vom Gebrauch auszuschließen (das Recht, mit dem Auto zu fahren);
2. usus fructus: das „Fruchtziehungsrecht“; das Recht, die Erträge, die mit der Benutzung der Sache einhergehen, zu behalten, sowie die Verpflichtung, Verluste zu tragen (das Recht, die Erträge aus der Vermietung des Autos zu erhalten);
3. ab usus: das Recht, die Sache in Form und Aussehen zu verändern (das Recht, das Auto neu zu lackieren, aber auch das Recht, aus Wut eine Beule in das Auto zu treten);
4. ius abutendi: das Recht, über die Sache gesamt oder teilweise zu verfügen und den Veräußerungsgewinn einzubehalten (das Recht, das Auto zu verkaufen, zu vermieten oder zu verschenken und das Eigentum daran einem Dritten zu verschaffen).

Die verschiedenen Verfügungsrechte (oder Kombinationen davon) können Gegenstand von Markttransaktionen sein oder vertraglich oder gesetzlich beschränkt werden. Vertraglich könnte es zum Beispiel untersagt sein, ein gemietetes Auto weiterzuvermieten. Der Wert eines Gutes bestimmt sich aus ökonomischer Sicht nämlich nicht nur aus dessen Substanz (was ist es), sondern vor allem daraus, was man für Nutzungsmöglichkeiten mit dem Gut hat (was darf ich damit machen). Ein Grundstück in bester Lage ist zum Beispiel deutlich weniger wert, wenn die Genehmigung zur Bebauung versagt wird.

### Verfügungsrechte und externe Effekte
Anhand eines historischen Beispiels erklärt Harold Demsetz, wie durch Verfügungsrechte die unerwünschten Wirkungen externer Effekte durch Internalisierung verhindert werden können.
Zu Beginn des 18. Jahrhunderts kannten die Montagnais-Indianer keine Jagdbeschränkungen, jeder konnte so viel jagen, wie er wollte. Wegen des großen Wildbestands und der relativen Nutzlosigkeit von übermäßig erlegten Tieren führte dies nicht zu großen Problemen, obwohl keinerlei individuelle Verfügungsrechte spezifiziert waren. Als jedoch die Kolonialisten von den Indianern Biberpelze nachfragten, stieg der Wert der Biber so stark an, dass die einsetzende Intensivierung der Jagd zu einem Sinken der Population führte. Auf Grund der Struktur der Verfügungsrechte hatte niemand Interesse an der individuellen Beschränkung der Jagd zur Sicherung des Tierbestands (sogenannte Tragik der Allmende).
Das Problem ist hier das Auseinanderfallen von privaten Kosten bzw. Nutzen und sozialen Kosten bzw. Nutzen: Der Nutzen aus dem einzelnen Tier kommt dem Jäger individuell zugute, die Kosten aus dem Bestandsrückgang muss jedoch die Gemeinschaft als Ganzes tragen, nicht nur der einzelne Jäger.
Also konnte die Gemeinschaft eine Verbesserung ihrer Situation erwarten, wenn die externen Effekte durch eine Veränderung der Eigentumsstruktur internalisiert werden. Dies wurde erfolgreich durch die Zuteilung einzelner Territorien auf die Familien erreicht, so dass individuelle Anreize geschaffen wurden, durch Rücksichtnahme auf den Tierbestand langfristig zu planen.
Schon im Mittelalter gab es zum Beispiel ein Verfügungsrecht für den Bergbau, das Bergregal.

### Freiheit und Verfügungsrechte
Wie man bereits an dem Beispiel mit den Indianern sieht, sind klare Verfügungsrechte Voraussetzung für ökonomisches Wachstum durch Investition. In Anlehnung an Thomas Hobbes erläutert James M. Buchanan die Folgen einer fehlenden Rechtsordnung: Wenn keine definierten und durchgesetzten Verfügungsrechte existieren, besteht kaum Anreiz für Investitionen (im Beispiel oben: Rücksichtnahme auf den Tierbestand, etwas fortschrittlicher vielleicht schon die Biber-Züchtung), da niemand sich sicher sein kann, den Nutzen (die Früchte, usus fructus) aus diesen Investitionen zu ziehen. Die Indianerfamilie läuft ohne Verfügungsrechte nämlich Gefahr, dass eine andere Familie die von ihr geschützten Tiere tötet, daher wird sie entweder gar nicht erst „investieren“ und selber zum Beispiel auch Jungtiere jagen, oder sie muss extrem hohe Kosten aufbringen, ihre Investition zu schützen (Bewachung, Kampf etc.).
Damit liegt die Definition und die Durchsetzung von Verfügungsrechten im gemeinsamen Interesse aller, auch wenn es weiterhin im individuellen Interesse liegt, sich nicht daran zu halten (das heißt nicht zu investieren und auf Raubzug zu gehen). Es liegt ein Kollektivgutproblem zweiter Ordnung vor, da es:
1. kollektiv besser ist, wenn sich alle an die Verfügungsrechteverteilung halten, individuell aber besser ist, sich nicht daran zu halten.
2. im kollektiven Interesse ist, Rechtsbrecher zu bestrafen, um die Verfügungsrechte durchzusetzen, aber im individuellen Interesse ist, sich nicht an den Kosten der Bestrafung bzw. Durchsetzung zu beteiligen.

Unter den Aufgaben, die die Finanzwissenschaft dem Staat zuspricht, wird die Rechtsetzung und die Zuteilung der Verfügungsrechte als Teil der Allokationsfunktion gesehen.

## Änderungen der Verfügungsrechteverteilung
Wie man an dem Beispiel von Demsetz oben sehen konnte, sind Verfügungsrechteverteilungen nicht unveränderlich. Sobald neue, bisher unbekannte Externalitäten auftreten, besteht ein Anpassungsdruck, so dass die geänderte Verteilung der Verfügungsrechte diese Externalitäten internalisiert. Dies läuft nicht friktionsfrei ab, es treten meist Transaktionskosten auf, zum Beispiel müssen sich die Indianerfamilien zusammensetzen und über die Änderung diskutieren und Ähnliches. Daher muss abgewogen werden zwischen:
- dem Nutzen der bisherigen Struktur der Verfügungsrechte, den Transaktionskosten einer Änderung auf der einen Seite
- dem Mehr-Nutzen einer Änderung der Verfügungsrechteverteilung auf der anderen Seite

Es muss nicht immer ein staatlicher Eingriff sein, der Änderungen der Verfügungsrechteverteilung regelt. Sofern es bereits eine vollständige Zuordnung von Verfügungsrecht gibt, können auch Marktmechanismen auf neu auftretende externe Effekte reagieren.
Verfügungsrechte an Gütern werden dabei durch Verträge übertragen. Wenn durch neu auftretende externe Effekte ein Wohlfahrtsverlust entstehen würde, so kann auch durch Verhandlungslösungen zwischen den beteiligten Parteien eine dem gemeinsamen Interesse aller dienende Lösung gefunden werden; dabei spielt die vorherige Verteilung der Verfügungsrechte (solange sie nur vollständig zugeordnet sind) keine Rolle. Unter der Voraussetzung, dass es keine Transaktionskosten (hier vor allem: dass die Parteien kostenlos verhandeln können) gibt, ist jede vollständige Verteilung von Verfügungsrechten effizient (siehe Coase-Theorem).
Sobald jedoch Transaktionskosten existieren, entsteht ein trade-off zwischen einer vollständigen Zuteilung und Durchsetzung der Verfügungsrechte (externe Effekte sinken, Transaktionskosten steigen) und einer verdünnten Verfügungsrechtestruktur (mehr externe Effekte, weniger Transaktionskosten). Dies ist auch für die Zuteilung von Verfügungsrechten in nichtstaatlichen Organisationen wie Unternehmen wichtig.
Bei Vorliegen von Transaktionskosten muss der Staat auch nicht autoritär Verfügungsrechte setzen oder externe Effekte internalisieren, er kann auch durch Neugestaltung von Institutionen die Transaktionskosten so weit senken, dass wieder Verhandlungslösungen gefunden werden können. Beispiele für unterschiedliche staatliche Eingriffe zur Internalisierung von externen Effekten im Umweltbereich sind hier zum Beispiel:
- Ökosteuer: Durch eine Pigou-Steuer wird der Energieverbrauch verteuert.
- Emissionsrechtehandel: Durch die Zuteilung einer gewissen Menge an Emissionsrechten und der Bereitstellung eines Marktes für diese Rechte werden die produzierenden Firmen über Verhandlungslösungen die Verfügungsrechteverteilung selbständig verändern.